# Monique Lévi-Strauss
Monique Lévi-Strauss, née Roman le 5 mars 1926 à Paris, est une écrivaine française, traductrice, sociologue de la culture, spécialisée dans l'histoire du textile.

## Biographie

### Famille et jeunesse
Née le 5 mars 1926 dans le 16e arrondissement de Paris,, d'un père, Jules Roman, ingénieur belge et d'une mère américaine d’origine juive séfarade, Ruth Emma Rie,,, Monique Roman passe une partie de son adolescence dans le Berry, puis en Allemagne, de 1939 à 1945, à Wesel, Düsseldorf puis Bonn. Elle raconte cette expérience dans Une enfance dans la gueule du loup, publié en 2014 au Seuil par l'éditeur Maurice Olender.
Elle passe son Abitur à Prüm en 1944 puis commence des études de médecine à Weimar.

### Après-guerre
Après son retour en France le 8 mai 1945, puis un séjour aux États-Unis avec sa mère, Monique Roman, pour subvenir aux besoins de la famille, trouve du travail à la radio.
Chez des amis, elle fait la connaissance de Jacques Lacan, pour lequel elle retraduit des textes de Freud et qui lui confie la traduction de ses travaux.

### Claude Lévi-Strauss
C'est chez Lacan qu'elle rencontre en 1949, l'anthropologue et ethnologue Claude Lévi-Strauss, qui recherche, lui-aussi, une traductrice (par sa famille maternelle américaine et après les cinq années passées en Allemagne, Monique Lévi-Strauss parle couramment l'anglais et l'allemand).
Elle l'épouse le 6 avril 1954. Elle est ensuite associée à son travail, relisant notamment ses écrits. Avec Claude Lévi-Strauss, dont c'est le troisième mariage, elle aura un fils, Matthieu — le second pour son époux. Ils vivront soixante ans ensemble.
En 2015, elle rééditera les lettres de Claude Lévi-Strauss à ses parents, en préfaçant l'ouvrage publié au Seuil,.

### Spécialiste de l'histoire du textile
Dans les années 1960, elle rencontre l'artiste textile américaine Sheila Hicks à Paris, avec qui elle devient amie. Elle publie en 1973 une biographie de l'artiste,, qu'elle interviewe en 2004 pour les Archives of American Art de la Smithsonian Institution.
Spécialisée dans l'histoire du textile, notamment des châles en cachemire, dont elle est aussi collectionneuse, elle publie en 1987 un ouvrage intitulé Cachemires : l'art et l'histoire des châles en France au XIXe siècle, puis en 2012 Cachemires : la création française, 1800-1880, aux éditions La Martinière.
Elle est à l'origine, en 1998, de l'exposition « Cachemires parisiens » au Palais Galliera à Paris.

## Filmographie
En 2019, Valérie Solvit lui consacre un documentaire intitulé Monique Lévi-Strauss, une femme dans le siècle,, projeté en avant-première au Collège de France.

### Radio
- « Monique Lévi-Strauss, le 20e siècle en héritage », France Culture, L'invité(e) des Matins de Guillaume Erner, le 23 mai 2025.
- Hors-Champs, France Culture, une émission de Laure Adler du 5 janvier 2015.